# Tượng đài Julian Tuwim ở Łódź

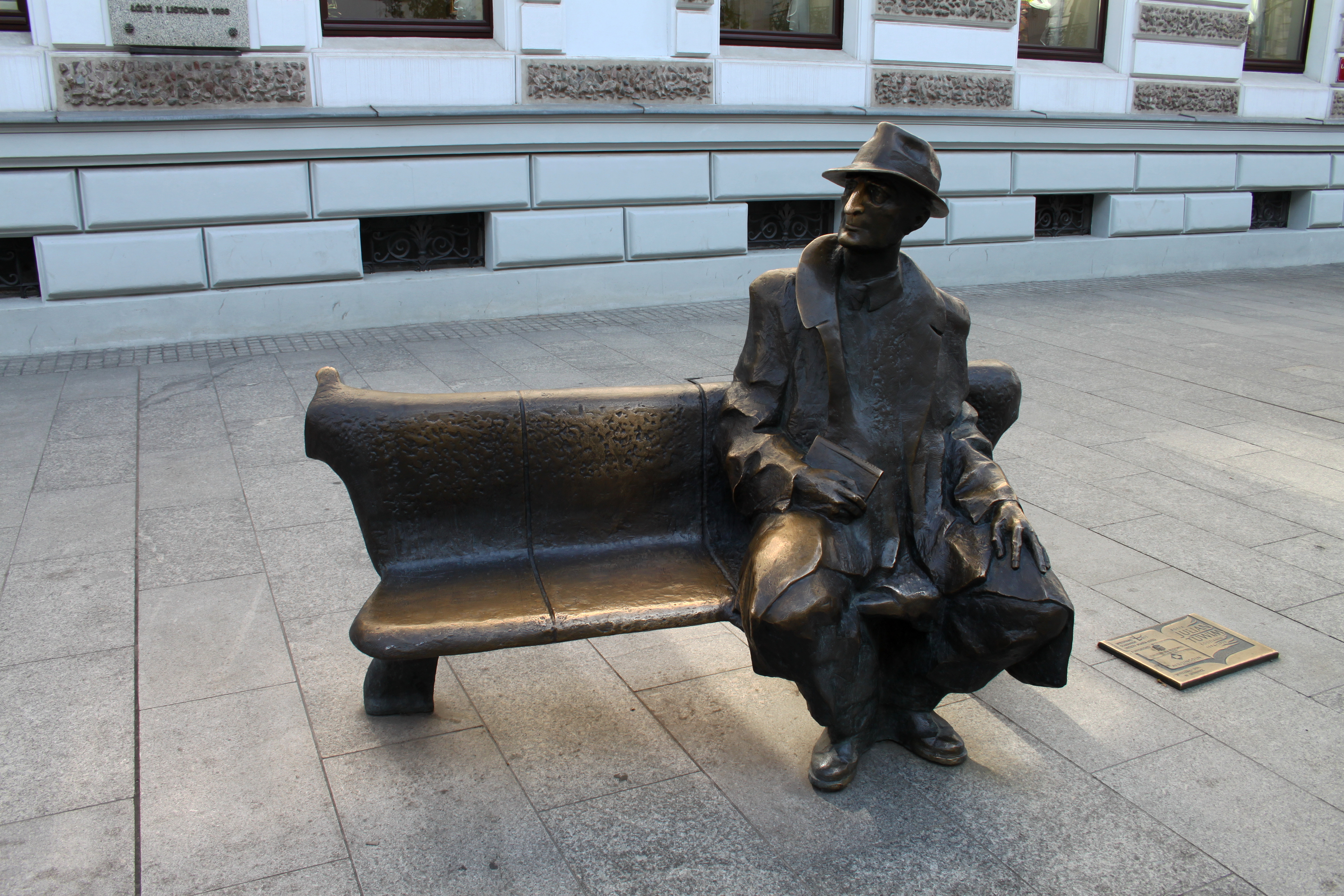
Băng ghế Tuwim (2018)

Việc xoa mũi Tượng đài Julian Tuwim cầu may mắn

Tượng đài Julian Tuwim ở Łódź, hay Băng ghế Tuwim (tiếng Ba Lan: Ławeczka Tuwima) là một trong những tượng đài bằng đồng nổi tiếng tại Phố Piotrkowska, phía trước Cung điện Juliusz Heinzel ở Łódź, Ba Lan. Tác giả tượng đài là nhà điêu khắc Wojciech Gryniewicz. Công trình được khánh thành vào ngày 10 tháng 4 năm 1999.

## Thiết kế
Tượng đài Julian Tuwim ở Łódź là một trong những tác phẩm điêu khắc thú vị, thuộc nhóm các tượng đài bằng đồng được đặt trên vỉa hè ở Phố Piotrkowska.
Tượng đài khắc họa hình ảnh nhà thơ trữ tình người Ba Lan Julian Tuwim (1894 - 1953) đang ngồi trò chuyện với một ai đó trên một băng ghế dài. Chỗ ngồi bên cạnh Julian Tuwim được để trống cho phép cư dân cũng như du khách đến ngồi bên cạnh. Điều này tạo cảm giác như thể đang trực tiếp trò chuyện với ông. Một chi tiết thú vị khác nữa là phần mũi trên tác phẩm điêu khắc bị mòn đi theo thời gian do có một truyền thuyết tương truyền rằng việc xoa mũi Julian Tuwim sẽ đem lại may mắn.

## Giải thưởng
- Giải thưởng cho những đóng góp xuất sắc trong việc quảng bá thành phố Łódź.[2]
- Năm 2004: Giải thưởng từ Hiệp hội Du lịch Ba Lan trong cuộc thi "Quà lưu niệm ấn tượng" cho tác phẩm Tượng đài Julian Tuwim thu nhỏ - một biểu tượng của thành phố Łódź.[3][4][5]

## Ảnh

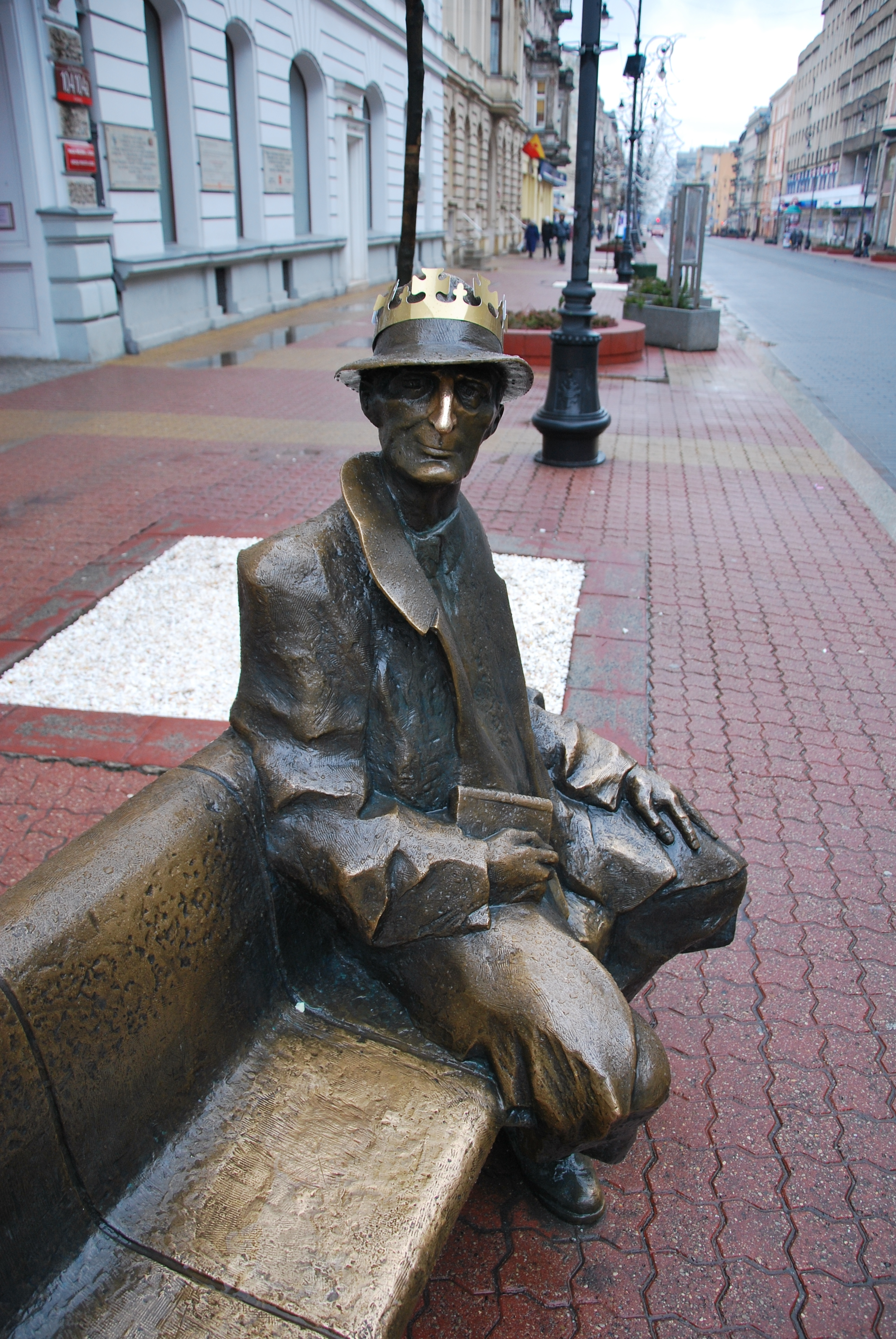
Ảnh năm 2012
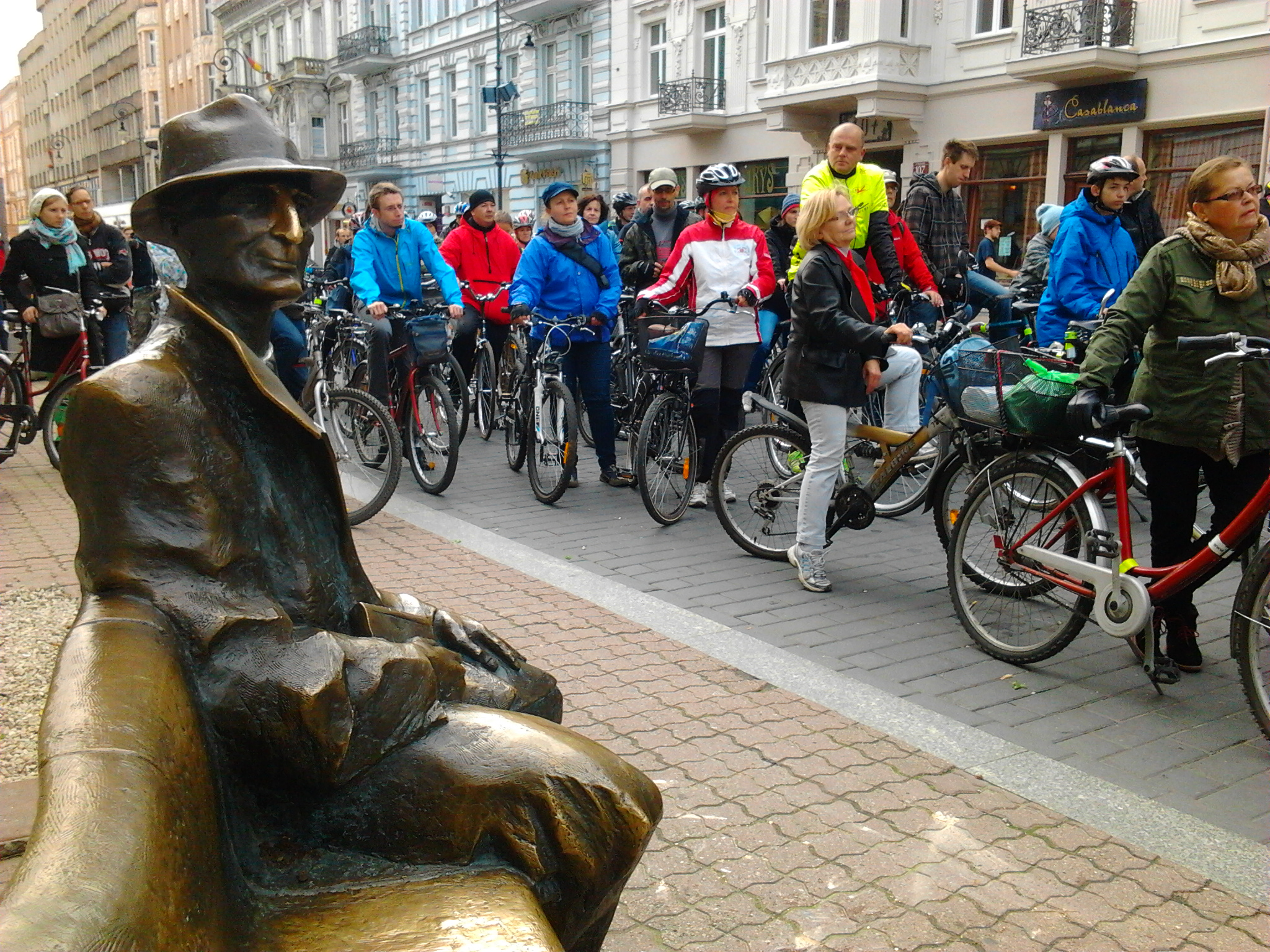
Sự kiện đạp xe tại Phố Piotrkowska (2013)
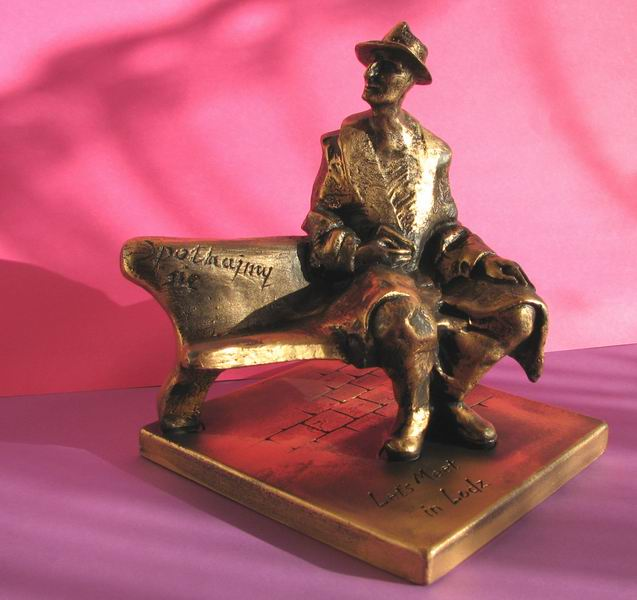
Tượng đài Julian Tuwim thu nhỏ
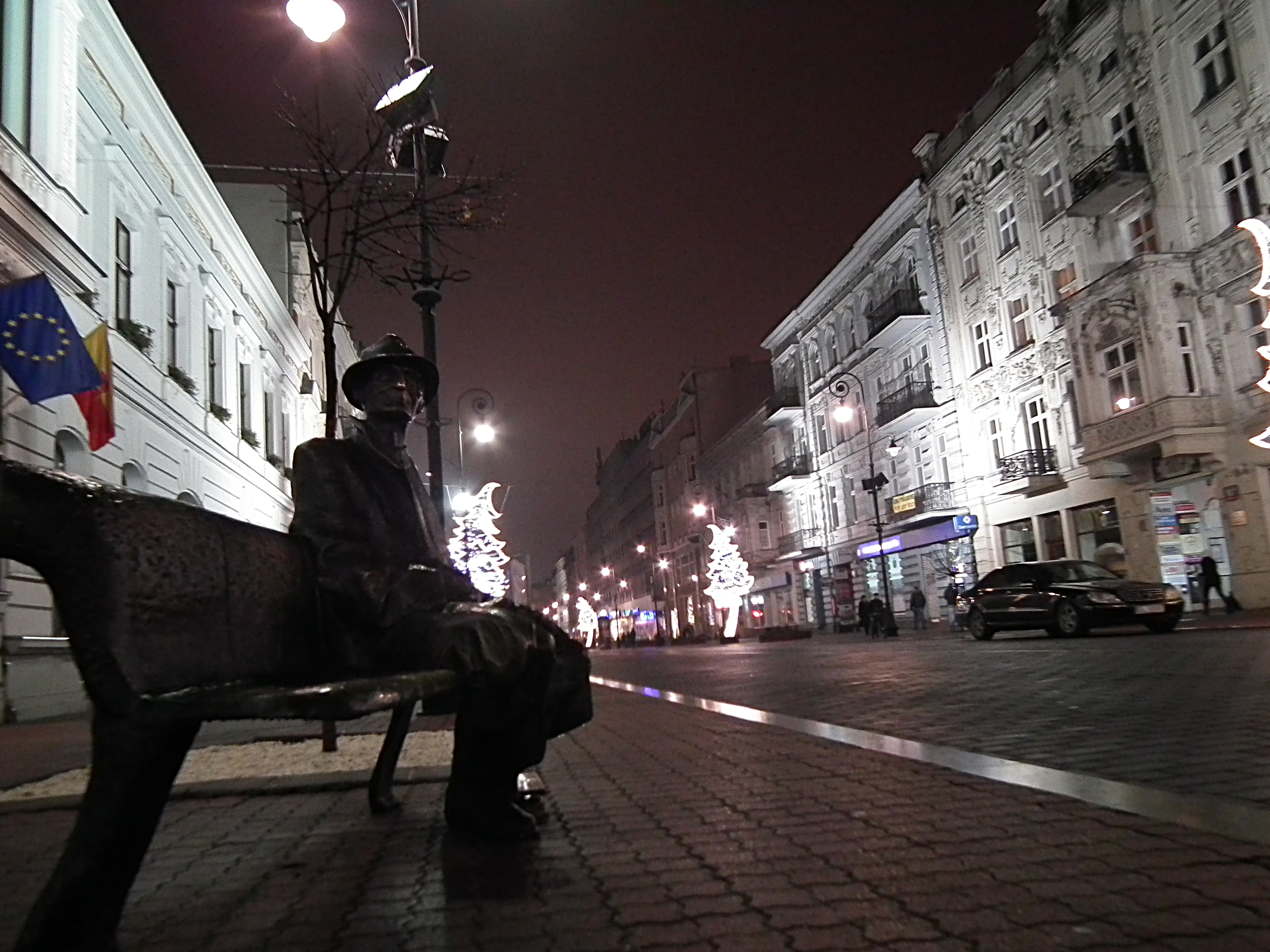
Tượng đài vào ban đêm